# 2019年世界水泳選手権ボツワナ選手団
2019年世界水泳選手権ボツワナ選手団は、2019年7月12日から7月28日まで韓国の光州で開催された第18回世界水泳選手権のボツワナ選手団、およびその競技結果。

## 選手団
- 人員: 選手 3人

## 選手名簿・結果
| 選手                     | 種目           | 予選      | 予選 | 準決勝   | 準決勝   | 決勝     | 決勝     |
| 選手                     | 種目           | 結果      | 順位 | 結果     | 順位     | 結果     | 順位     |
| ------------------------ | -------------- | --------- | ---- | -------- | -------- | -------- | -------- |
| ジェームズ・フリーマン   | 男子200m自由形 | 失格      | 失格 | 予選敗退 | 予選敗退 | 予選敗退 | 予選敗退 |
| ジェームズ・フリーマン   | 男子400m自由形 | 4分00秒48 | 39位 | -        | -        | 予選敗退 | 予選敗退 |
| エイドリアン・ロビンソン | 男子50m平泳ぎ  | 29秒11    | 51位 | 予選敗退 | 予選敗退 | 予選敗退 | 予選敗退 |
| エイドリアン・ロビンソン | 男子100m平泳ぎ | 1分04秒26 | 60位 | 予選敗退 | 予選敗退 | 予選敗退 | 予選敗退 |
| ナオミ・ルール           | 女子50m自由形  | 棄権      | 棄権 | 予選敗退 | 予選敗退 | 予選敗退 | 予選敗退 |